# Spike (HiFi)
Spikes werden im Hi-Fi-Bereich als Standfüße für Lautsprecherboxen und andere Geräte eingesetzt. Durch Spikes sollen unerwünschte Gehäusevibrationen und die Übertragung von Fremdresonanzen auf das Gerät gemindert werden.

## Form und Funktionsweise

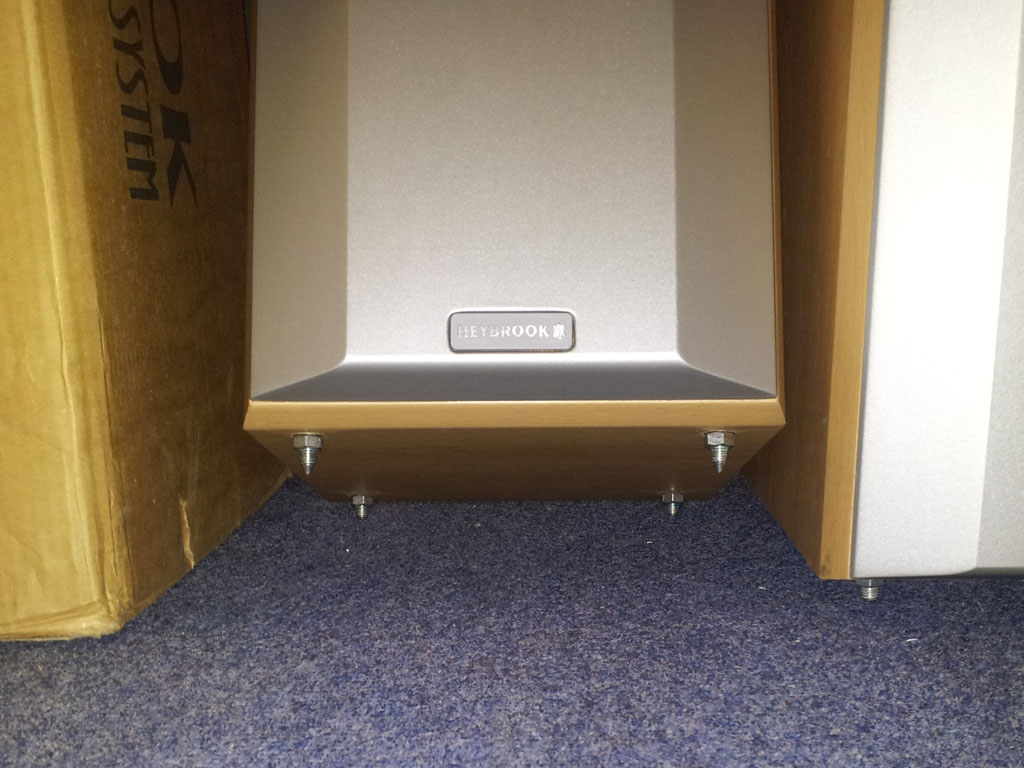
Höhenverstellbare Spikes mit Kontermutter unter einem angekippten Lautsprecher

Spikes besitzen die Form eines Kegels. Zum Befestigen dienen entweder Außengewinde zum Einschrauben in entsprechende Gewindebuchsen am Boden des Gerätes oder auch Klebeflächen auf der Flachseite des Kegels.
Spikes sollen dazu dienen, die Übertragung von Schwingungen zwischen zwei Objekten möglichst auf eine Richtung zu beschränken.
Aus Sicht der Befürworter von Spikes werden in einem Kegel Schwingungen gut in Richtung der Spitze übertragen, umgekehrt jedoch weniger gut. Bei der Aufstellung von Lautsprechern werden daher Spikes mit der Spitze nach unten eingesetzt, um die Schwingungen des Gehäuses konzentriert in den Boden abzuleiten („Ankoppeln“) und mögliche (Rück-)Schwingungen des Bodens vom Gehäuse fernzuhalten. Sinnvoll sind Spikes in diesen Fällen nur bei festen Untergründen, in denen sich Schallwellen nicht gut ausbreiten. Stellt man Lautsprecher hingegen auf die Spitze von Spikes, so erschwert man die Übertragung der Schwingungen an den Boden, die Eigenresonanzen werden daher weitgehend in das Gehäuse zurückreflektiert.
Die Behauptung, Spikes würden Schwingungen in eine Richtung besser übertragen als in die andere, widerspricht jedoch dem Dritten Newtonschen Gesetz "actio = reactio".
Bei resonanzreichen Böden (z. B. schwimmend verlegtes Parkett oder Dielen auf Holzbalkendecke) empfiehlt sich der Einsatz von Spikes nicht, da der Boden zum Mitschwingen angeregt wird und das Klangbild verzerrt. In solchen Fällen werden zur Entkopplung (Gegenteil von Ankopplung) elastische Materialien als Dämpfer verwendet, womit Schwingungsenergie in Wärme umgewandelt wird.
Ein vorteilhafter Nebeneffekt bei der Aufstellung auf Spikes ist die Vergrößerung des Abstands von Tieftönern und Bassreflexöffnungen zum Boden, was Interferenzen reduziert und sich in den meisten Fällen positiv auf den Klang auswirkt.